# Fukuiraptor
Fukuiraptor ("lovec z Fukui") byl rod menšího až středně velkého alosauroidního teropodního dinosaura, žijícího na území dnešního Japonska v období rané křídy (věk barrem).

## Historie objevu a popis
Vědci se původně domnívali, že se jednalo o dromeosauridního teropoda (podle výrazného drápu na přední končetině, který považovali za zabijácký dráp na noze), později však zjistili, že byl spíše příbuzný rodu Allosaurus. Typový jedinec je reprezentován fosilní kostrou o celkové délce asi 4,2 metru, pravděpodobně však šlo o nedospělého a ne plně dorostlého jedince. Další objevení jedinci na této lokalitě však byli ještě menší než holotyp (Currie & Azuma, 2006), v nejmenším případě dokonce menší než 1/4 velikosti holotypu. Odhadovaná dospělá velikost tohoto teropoda činí 5 metrů délky a 300 kilogramů hmotnosti.

## Systematika
Dnes je tento dinosaurus pokládán za bazálního zástupce kladu alosaurů, příbuzného například enigmatickému australskému "alosaurovi" (spíše však megaraptorovi) nebo nově popsanému rodu Australovenator. Mohlo se také jednat o zástupce kladu Megaraptora.